# Bišćanovo
Bišćanovo is een plaats in de gemeente Glina in de Kroatische provincie Sisak-Moslavina. De plaats telt 27 inwoners (2001).